# Marchena
Marchena là một đô thị thuộc tỉnh Sevilla, Tây Ban Nha. tỉnh Sevilla, Tây Ban Nha. Theo điều tra dân số năm 2006 của Viện thống kê quốc gia Tây Ban Nha, đô thị này có dân số 19.861 người. Diện tích là 378,25 km². Khu vự này có độ cao 131 mét trên mực nước biển. Cự ly 60 km so với tỉnh lỵ Sevilla.